# Thorigné-Fouillard
Thorigné-Fouillard (en galó Toreinyaé-Folhard) es una población y comuna francesa, situada en la región de Bretaña, departamento de Ille y Vilaine, en el distrito de Rennes y cantón de Liffré.

## Demografía
| 781 | 892 | 2,048 | 3,591 | 5,257 | 6,625 | 7,399 | 8,689 | 8,782 |
| Para los censos de 1962 a 1999 la población legal corresponde a la población sin duplicidades (Fuente: INSEE [Consultar]) |     |       |       |       |       |       |       |       |

Es la mayor población del cantón.